# Несвесно
Несвесно је претпостављени психички квалитет непознат свесном Ја. За Фројда је несвесно свако ментално збивање које познајемо само на основу његове манифестације, док директно о том збивању не знамо ништа. Фројд је пронашао методе за научно истраживање несвесног. Поред слободних асоцијација, за Фројда је тумачење снова „царски пут” за упознавање несвесног, јер се у основи несвесног налазе нагони. Зато су несвесни процеси безвремени и независни од принципа реалности. 
Поред индивидуално несвесног, по Јунгу, постоји и колективно несвесно.